# Natação nos Jogos Pan-Americanos de 2023 - 100 m costas feminino
A competição de 100 m costas feminino da natação nos Jogos Pan-Americanos de 2023 foi disputada em 23 de outubro no Centro Acuático Estadio Nacional, em Santiago, no Chile. No total, competiram 26 atletas de 19 Comitês Olímpicos Nacionais (CON).

## Calendário
Horário local (UTC-4).
| Data          | Horário | Fase          |
| ------------- | ------- | ------------- |
| 23 de outubro | 09:43   | Eliminatórias |
| 23 de outubro | 16:53   | Final B       |
| 23 de outubro | 17:00   | Final A       |

## Medalhistas
| Ouro   | USA Josephine Fuller |
| Prata  | USA Helen Noble      |
| Bronze | CAN Danielle Hanus   |

## Recordes
Antes desta competição, os recordes mundiais e dos Jogos Pan-Americanos da prova eram os seguintes:
| Tipo                             | Atleta             | Tempo | Local    | Data                 |
| -------------------------------- | ------------------ | ----- | -------- | -------------------- |
|                                  | AUS Kaylee McKeown | 57s45 | Adelaide | 13 de junho de 2021  |
| Recorde dos Jogos Pan-Americanos | USA Phoebe Baccon  | 59s02 | Lima     | 10 de agosto de 2019 |

## Resultados

### Eliminatórias
Qualificação: Os oito mais rápidos (QA) qualificam-se para a final A e os próximos oito mais rápidos (QB) qualificam-se para a final B.
As eliminatórias foram realizadas em 23 de outubro.
| Pos. | Bateria | Raia | Atleta               | Nacionalidade                       | Tempo   | Notas |
| ---- | ------- | ---- | -------------------- | ----------------------------------- | ------- | ----- |
| 1    | 3       | 4    | Josephine Fuller     | USA Estados Unidos                  | 1:00.17 | QA    |
| 2    | 4       | 4    | Helen Noble          | USA Estados Unidos                  | 1:00.29 | QA    |
| 3    | 4       | 5    | Madelyn Gatrall      | CAN Canadá                          | 1:01.79 | QA    |
| 4    | 3       | 5    | Miranda Grana        | MEX México                          | 1:01.97 | QA    |
| 5    | 2       | 6    | Carla González       | VEN Venezuela                       | 1:02.09 | QA    |
| 6    | 2       | 4    | Danielle Hanus       | CAN Canadá                          | 1:02.14 | QA    |
| 7    | 2       | 7    | Isabella Arcila      | COL Colômbia                        | 1:02.20 | QA    |
| 8    | 4       | 6    | Emma Harvey          | BER Bermudas                        | 1:02.42 | QA    |
| 9    | 2       | 5    | Andrea Berrino       | ARG Argentina                       | 1:02.53 | QB    |
| 10   | 3       | 3    | Julia Karla Góes     | BRA Brasil                          | 1:03.02 | QB    |
| 11   | 3       | 2    | Andrea Sansores      | MEX México                          | 1:03.10 | QB    |
| 12   | 2       | 2    | Mckenna Debever      | PER Peru                            | 1:03.23 | QB    |
| 13   | 4       | 3    | Athena Meneses       | MEX México                          | 1:03.24 | QB    |
| 14   | 2       | 3    | Maria Luiza Pessanha | BRA Brasil                          | 1:03.5  | QB    |
| 15   | 3       | 6    | Abril Aunchayna      | URU Uruguai                         | 1:03.76 | QB    |
| 16   | 3       | 8    | Celina Márquez       | ESA El Salvador                     | 1:03.97 | QB    |
| 17   | 4       | 2    | Alexia Sotomayor     | PER Peru                            | 1:04.08 |       |
| 18   | 1       | 4    | Melissa Diego Pierri | EAI Equipe de Atletas Independentes | 1:04.40 |       |
| 19   | 3       | 7    | Elizabeth Jimenez    | DOM República Dominicana            | 1:04.43 |       |
| 20   | 4       | 7    | Danielle Titus       | BAR Barbados                        | 1:04.66 |       |
| 21   | 2       | 1    | Sarah Szklaruk       | CHI Chile                           | 1:04.71 |       |
| 22   | 4       | 1    | Andrea Becali        | CUB Cuba                            | 1:05.11 |       |
| 23   | 3       | 1    | Carolina Cermelli    | PAN Panamá                          | 1:06.18 |       |
| 24   | 1       | 3    | Leanna Wainwright    | JAM Jamaica                         | 1:06.20 |       |
| 25   | 4       | 8    | Maria Jose Arrua     | PAR Paraguai                        | 1:06.47 |       |
| 26   | 1       | 5    | Martina Röper Joo    | CHI Chile                           | 1:07.94 |       |

### Final B
A final B foi realizada em 23 de outubro.
| Pos. | Raia | Atleta               | Nacionalidade   | Tempo   | Notas |
| ---- | ---- | -------------------- | --------------- | ------- | ----- |
| 9    | 7    | Maria Luiza Pessanha | BRA Brasil      | 1:02.42 |       |
| 10   | 3    | Andrea Sansores      | MEX México      | 1:02.81 |       |
| 11   | 2    | Athena Meneses       | MEX México      | 1:02.97 |       |
| 12   | 4    | Andrea Berrino       | ARG Argentina   | 1:03.21 |       |
| 13   | 1    | Abril Aunchayna      | URU Uruguai     | 1:03.23 |       |
| 14   | 5    | Julia Karla Góes     | BRA Brasil      | 1:03.47 |       |
| 15   | 6    | Mckenna Debever      | PER Peru        | 1:03.54 |       |
| 16   | 8    | Celina Marquez       | ESA El Salvador | 1:04.12 |       |

### Final A
A final A foi realizada em 23 de outubro.
| Pos. | Raia | Atleta           | Nacionalidade      | Tempo   | Notas |
| ---- | ---- | ---------------- | ------------------ | ------- | ----- |
| 01 ! | 4    | Josephine Fuller | USA Estados Unidos | 59.67   |       |
| 02 ! | 5    | Helen Noble      | USA Estados Unidos | 59.84   |       |
| 03 ! | 7    | Danielle Hanus   | CAN Canadá         | 1:01.49 |       |
| 4    | 3    | Madelyn Gatrall  | CAN Canadá         | 1:01.50 |       |
| 5    | 6    | Miranda Grana    | MEX México         | 1:01.51 |       |
| 6    | 2    | Carla González   | VEN Venezuela      | 1:01.92 |       |
| 7    | 1    | Isabella Arcila  | COL Colômbia       | 1:02.19 |       |
| 8    | 8    | Emma Harvey      | BER Bermudas       | 1:02.35 |       |

Legenda
| Recorde mundial                  | Recorde mundial (World record)               |                       | Recorde africano                      | Recorde africano (African) |                                           | Q | Classificado por posição (Qualified) |
| Recorde dos Jogos Pan-Americanos | Recorde pan-americano (Pan-American record)  | Recorde da América    | Recorde da América (Americas)         | q                          | Classificado por melhor tempo (Qualified) |   |                                      |
| Melhor marca do ano              | Melhor marca do ano (World leading)          | Recorde asiático      | Recorde asiático (Asian)              | DNS                        | Não largou (Did not start)                |   |                                      |
| Recorde nacional                 | Recorde nacional (National record)           | Recorde europeu       | Recorde europeu (European)            | DNF                        | Não terminou (Did not finish)             |   |                                      |
| Recorde pessoal                  | Recorde pessoal do atleta (Personal best)    | Recorde da Oceania    | Recorde da Oceania (Oceania)          | DSQ / DQ                   | Desclassificado (Disqualified)            |   |                                      |
| Recorde da temporada             | Recorde da temporada do atleta (Season best) | Recorde sul-americano | Recorde sul-americano (South America) | NM                         | Sem marca (No mark)                       |   |                                      |